# Adyton

Schemat świątyni z zaznaczonym adytonem

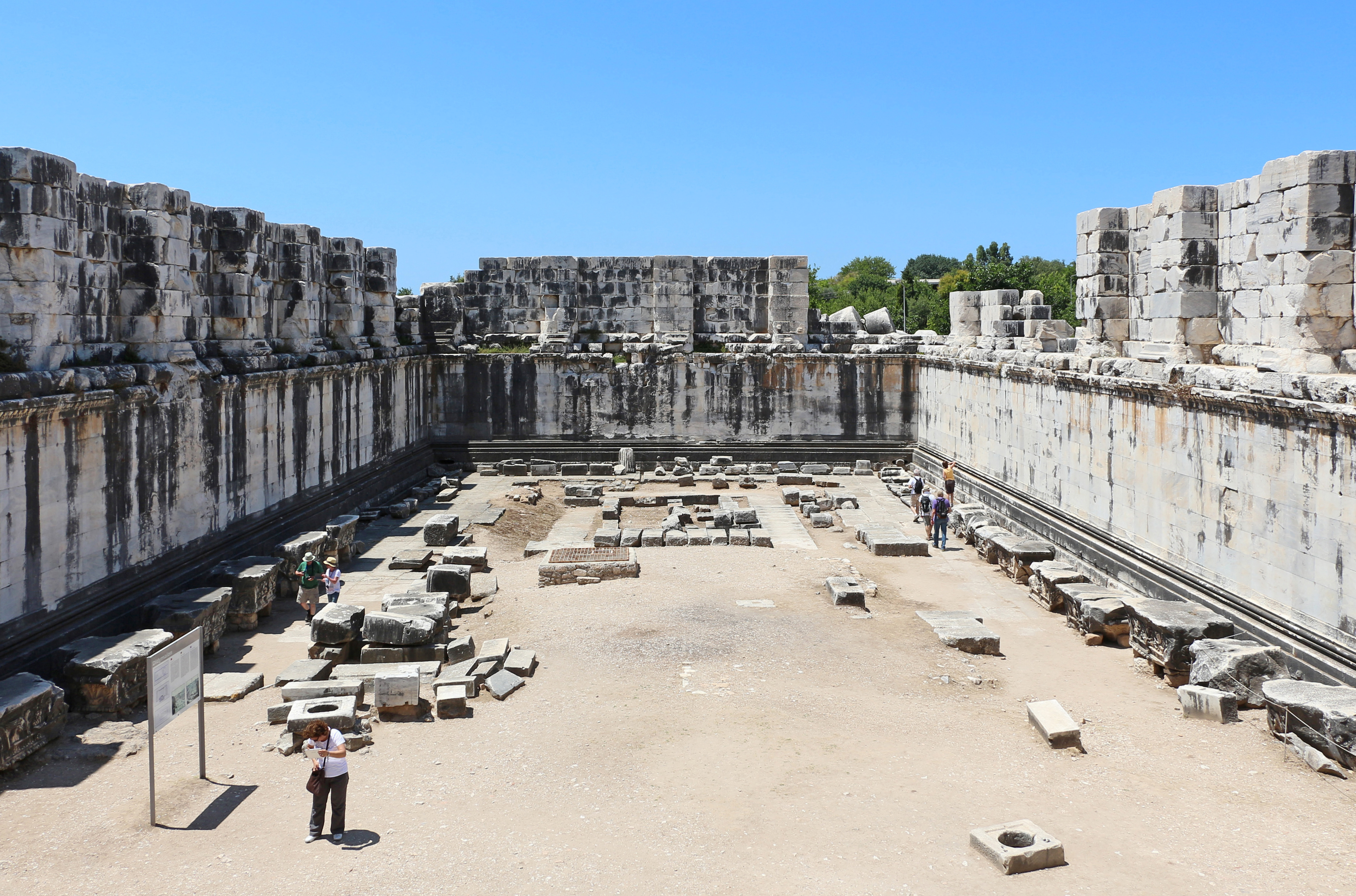
Adyton w świątyni Apollina w Didymie

Adyton (stgr. ἄδυτον "niedostępny") – miejsce święte, ukryta część starożytnego sanktuarium, świątyni, gaju świętego lub groty, do której dostęp mieli wyłącznie kapłani i osoby wybrane. Przechowywano w nim najcenniejsze świętości (cudowne wizerunki, relikwie). Zwykle mieściło też kultowy posąg bóstwa, a czasami było miejscem wyroczni. Adyton zazwyczaj mieścił się w tylnej części naosu.
W niektórych świątyniach Apollina adyton był wydzieloną częścią celli z posągiem bóstwa, często o obniżonej podłodze (jak w arkadyjskim Bassaj) i zawierający obiekty sakralne. Rzadziej był kryptą podświątynną mieszczącą wyrocznię (jak w małoazjatyckim Klaros). W najsłynniejszej świątyni Apollina w Delfach w adytonie znajdował się omfalos, złoty posąg bóstwa, święty laur, grobowiec Dionizosa i ustawiony nad wieszczą szczeliną trójnóg, na którym zasiadała Pytia.